# 拜占庭的斯特凡诺斯
拜占庭的斯特凡诺斯（拉丁語：Stephanus Byzantinus，羅馬化：Stéphanos Byzántios；活跃于公元6世纪），拜占庭语法教师，也是地理词典《民族志》（Ἐθνικά）的作者。该词典如今大部分已佚，不过赫莫劳斯为其编纂的节录尚存。